# 宽突飞虱属
宽突飞虱属（学名：Neoconon）为稻虱科的一个属。

## 下属物种
本属包括以下物种：
- 宽突飞虱 Neoconon incensa Yang, 1989